# Causus defilippii
Causus defilippii är en ormart som beskrevs av Jan 1862. Causus defilippii ingår i släktet Causus och familjen huggormar. Inga underarter finns listade i Catalogue of Life.
Arten förekommer i östra och södra Afrika från Tanzania till Botswana och östra Sydafrika.